# 駄菓子菓子
駄菓子菓子（だがしかし）は、日本のヴィジュアル系ロックバンド。女樂殿と繪縞テルシゲを中心に1997年に東京都で結成された。2000年にアルバム「母胎内世界」でデビュー。「白塗・着物・爆音」をコンセプトとしている。
音楽性を自ら「毒ロック」と称しているが、各メンバーの音楽性を押さえ付けず巧みに楽曲に取り入れているため、メタルやパンクなどの色が強い曲も存在する。独特のボーカルは「上手く歌おうとしないボーカル」や「ヘタウマボーカル」と評されることが多いが、楽器隊の演奏力自体は高いとされる。楽曲の全ての歌詞は女樂殿が担当しており、女性独特の感情などを毒々しく表現されることが多い。
2015年2月22日に通算6枚目となるアルバム「うそあそび」が発売された。全曲44Hz録音、新曲3曲に加えボーナストラック9曲の全12曲入り。ボーナストラックは現在入手不可能アルバム「人外境の部屋」に収録されている9曲のセルフカヴァー。
2015年12月23日には自レーベルpandemic recordより殺害塩化ビニール所属のTHE DIGITAL CITY JUNKIESとの全6曲入りスプリットアルバム「デジ×菓子」を発売。

## 現在のメンバー
女樂殿（めらどの）
ボーカル、すべての作詞を担当。稀に作曲も手掛ける。
12月23日生まれ、東京都出身。血液型O型。女性ながら一人称は「僕」。
楽曲クレジットなどは全て「新井女楽」表記になっている。
2010年から自身のソロ名義バンド・曖昧中毒のボーカルとしても活動。
無恥鞭アナゴのメンバーとしてライブにも参加している。
自他共に認めるゲーム・アニメ好き。
五代目（ごだいめ）
ギターを担当。
ステージでの立ち位置は上手。詳細は公表されていない。
九鬼元威秘・改（くきもと たけひめ・リモデル）
ギター、ボーカル、作曲を担当。
12月28日生まれ、鹿児島県出身。血液型AB型。
ステージでの立ち位置は下手。
元五人一首のベーシスト。
復帰加入の際に名前を九鬼元威秘から九鬼元威秘・改に変更している。
自称「ブラック・サバスの落とし子」であり「人間椅子マニア」。
pandemic recordの主催でもある。
SAKAIDESAN（さかいでさん）
ベース、作曲を担当。
6月24日生まれ、東京都出身。血液型B型。
本名は坂出雅海（さかいでまさみ）。
ヒカシューのベーシスト、hormone tank recordの主催でもある。
鯖ヲ（さばを）
ドラムを担当。
11月5日生まれ、東京都青梅市出身。血液型B型。

## 来歴
1998年
- 繪縞テルシゲと女樂殿が中心となり駄菓子菓子結成。東京を拠点にライブ活動を開始。
- 6月6日 五人一首のリーダー、百田真史がドラムスとして加入。

1999年
- 5月24日 五人一首のベーシスト、九鬼元威秘がギタリストとして加入。

2000年
- 12月12日 ヒカシューの坂出雅海が主催するレーベルhormone tank recordより、1stアルバム「母胎内世界」発売。

2001年
- 3月3日 ドラムスの百田真史が脱退。入れ替わりで現ドラムスの鯖ヲが正式加入。

2002年
- 2月22日 gai RECORDSより、500本限定のカセットテープ「水銀世界の人外境」発売。予約完売となる。
- 4月16日 gai RECORDSより、2ndアルバム「人外境の部屋」発売。ドイツの作曲家のトルステン・ラッシュがナレーションで参加している。
- 6月16日 殺害塩化ビニールのオムニバスアルバム「烏合の衆」へ参加。

2003年
- 3月12日～16日 アメリカの音楽祭・映画祭・インタラクティブフェスティバルなどを組み合わせた大規模イベント「サウス・バイ・サウスウエスト」に出演。
- 5月21日 gai RECORDSより、カタカタ16分とのコンピレーションマキシシングル「亀のおんがえし」発売。
- 11月9日 ギタリストの九鬼元威秘が脱退。
- 11月22日 新宿MARZでのワンマンライブにて、ベーシストのユゥカリストが脱退。
- 12月24日 殺害塩化ビニールのオムニバスアルバム「大熊小鹿馬場鶴田キラー完。」へ参加。
- 12月25日 ネオプレックスより、3rdアルバム「こころむし」発売。

2004年
- 10月21日 殺害塩化ビニールより、駄菓子菓子リミックスアルバム「駄喰」発売。

2005年
- 7月 幾度かのメンバーチェンジを経て、ギタリストに元バーベルの服部真人、ベーシストにヒカシューの坂出雅海が加入。

2006年
- 9月19日 これまですべての楽曲を手掛けていた繪縞テルシゲが完全脱退。これを機に服部真人がメインギタリストとなり、パフォーマンスギタリストとして九鬼元威秘復帰。

2007年
- 10月10日 hormone tank recordより、4thアルバム「阿弥陀くぢ」発売。声優の鈴村健一がナレーションで参加している。

2008年
- 5月21日 殺害塩化ビニールのオムニバスアルバム「発禁流出３」へ参加。

2009年
- 12月 繪縞テルシゲ脱退後の作曲を全て手掛けていた、服部真人が脱退。

2010年
- 3月5日 サポートギタリストとして、HERITAGEの田中専務が参加。
- 4月19日 hormone tank recordより、曖昧中毒名義で、マキシシングル「毆り曖、蹴りに戀。」発売。
- 11月22日 hormone tank recordより、5thアルバム「煩悩五段活用」発売。

2011年
- 1月19日 サポートギタリストとして、イビルキックの絵苦没が参加。

2012年
- 10月22日 目黒ライブステーションにて、喫茶ひとでなし名義での1度限りのライブを行う。同日解散。
- 10月25日 正式ギタリストとして喫茶ひとでなしの店長である五代目が加入。

2013年～
- 度重なるメンバーチェンジとレーベル移籍を経て、インディーズでの活動を主とし、不定期にライヴを行う。

2015年
- 2月22日 pandemic recordより、6thアルバム「うそあそび」発売。
- 12月23日 pandemic recordより、THE DIGITAL CITY JUNKIESとのスプリットアルバム「デジ×菓子」発売。

## エピソード
- 2000年12月12日に発売された、1stアルバム「母胎内世界」から坂出が女樂殿専属のプロデューサーとなる。
- 2003年5月21日に発売された、カタカタ16分(女樂殿、繪縞テルシゲ、福助。によるテクノポップユニット)とのコンピレーションマキシシングル「亀のおんがえし」が、駄菓子菓子のアルバムよりもセールスが伸びてしまったため、カタカタ16分は即解散している。
- 女樂殿のソロバンドとして活動している曖昧中毒の名付け親は、殺害塩化ビニールのバカ社長ことTHE CRAZY SKB。女樂殿のイメージが「愛」と「毒」であることから命名された。

## 別名義での活動
曖昧中毒（あいまいちゅうどく）
- あいまいさん=DV、飛び道具＆ボーカル担当。中の人は女樂殿。
- めがね=VA、ギター担当。中の人は九鬼元威秘・改。
- おっさん=ED、ベース担当。中の人はSAKAIDESAN。
- はげ=EnemA、ドラム担当。中の人は鯖ヲ。

五代目不在時に女樂殿のソロバンドとして活動開始。
駄菓子菓子の楽曲は一切演奏されない。
ロックではなくテクノポップやニュー・ウェイヴの音楽性に看護服にLEDサングラスという衣装で不定期にライブを行っている。
カタカタ16分（かたかたじゅうろっぷん）
- メラックス、ボーカル担当。中の人は女樂殿。
- みぽりん、ギター＆プログラミング担当。中の人は五代目。
- クリップくん、プログラミング担当。中の人は福助。。

コンピレーションアルバム「亀のおんがえし」に2曲参加し、解散。
ムナマキ（むなまき）
- 巻毛、ギター、ボーカル担当。中の人はユゥカリスト(略)伯爵。
- 胸毛、ギター、ボーカル担当。中の人は鯖ヲ。

リミックスアルバム「駄喰」に1曲参加し、解散。
喫茶ひとでなし（きっさひとでなし）
- バイト1、ボーカル担当。中の人は女樂殿。
- 店長、ギター担当。中の人は五代目。
- バイト2、ギター担当。中の人は九鬼元威秘・改。
- バイト3、ベース担当。中の人はSAKAIDESAN。
- バイト4、ドラム担当。中の人は鯖ヲ。

2012年10月22日に一日限りのライブを行う。同日解散。

## 元メンバー
- みったか（キーボード）1998年1月21日脱退。
- 八八三（ドラム）1998年5月3日脱退。
- 美歌姫（ベース）1998年9月27日脱退。
- じゅん（ギター）1998年12月14日脱退。
- たつゆき（ベース）2000年4月19日脱退。
- 百田真史（ドラム）2001年3月3日脱退。
- 電次郎（ベース）2001年4月28日脱退。
- ユゥカリスト・フランソワ・ド・ジャルジェ伯爵（ベース）2003年11月22日脱退。
- 囃眤壱（ギター）2004年3月18脱退
- TAMARU（ベース）2004年12月脱退。
- 服部真人（ギター）2009年12月脱退。

## 元サポートメンバー
- 田中専務（ギター）
- 絵苦没（ギター）

## ディスコグラフィ

### アルバム
- 1st「母胎内世界」 （2000年12月12日、hormone tank record、HTCA-00008）

1. 柘榴愛
2. 涅槃菩薩
3. ひとでなし
4. 海月地獄
5. どす黒祭り
6. 母胎内世界
7. 劣等感隊

- 2nd「人外境の部屋」 （2002年4月16日、gai records、ROMAN-003）

1. 切り刻む
2. 人外鏡の部屋
3. 抜け殻の愛情
4. 女帝誕生
5. 太陽破壊神説
6. 那由多の洞窟
7. 激愛しませふ
8. 赫の叫び ～Roter Schrei～
9. 烏有の闇

- 3rd「こころむし」 （2003年12月25日、ネオプレックス、DDCZ-1046）

1. 慈愛の猛者
2. こころむし
3. 呪恋の牡丹
4. 嗜瘧と遊戯
5. 紫蘭歌
6. 快楽植物
7. 水の記憶
8. はめつのなみだ

- 4th「阿弥陀くぢ」 （2007年10月10日、hormone tank record、HTCA-00012）

1. うらみうた
2. 水魚の交わり
3. 青を齧りて
4. 病のヤ
5. 操られたい
6. 病のマ
7. 放歌高吟
8. 猛毒
9. 病のイ
10. 告天子
11. 蜜月

- 5th「煩悩五段活用」 （2010年11月22日、hormone tank record、HTCA-00014）

1. エートス≠パトス
2. 反芻男
3. 天恋地異
4. 鬼と目醒めよ
5. 煩悩五段活用
6. 紐と女
7. 逆さまに映る桜の木
8. 鶴の林
9. 咎の連鎖
10. 素敵な逸品

- 6th「うそあそび」 （2015年2月22日、pandemic record、PDMC-001001）

1. 東風
2. 嘘遊び
3. ぬるぬるぬーる
4. 切り刻む
5. 人外鏡の部屋
6. 抜け殻の愛情
7. 女帝誕生
8. 太陽破壊神説
9. 那由多の洞窟
10. 激愛しませふ
11. 赫の叫び
12. 烏有の闇

### カセットテープ
- 「水銀世界の人外境」 （2002年2月22日、gai records、ROMAN-001、500本限定販売）

A面「切り刻む」
B面「青の叫び」

### マキシシングル
- 曖昧中毒名義「毆り曖、蹴りに戀。」 （2010年04月19日、hormone tank record、HTCA-00013）

1. 犬
2. 毆り曖、蹴りに戀。
3. 小指の拳万～大炎上編～

### スプリットアルバム
- THE DIGITAL CITY JUNKIES×駄菓子菓子「デジ×菓子」 （2015年12月23日、pandemic record、PDMC-666001）

1. D×G HUNTER
2. 人間画用紙
3. WTF？
4. 君の歌がある
5. 殺風
6. わんわん

### コンピレーションアルバム
- カタカタ16分と駄菓子菓子「亀のおんがえし」 （2003年05月21日、ネオプレックス、NPPX-15）

1. 純白の誘惑
2. 現実逃避
3. Nukegara no Aijo
4. Uyu no Yami

### リミックスアルバム
- 「駄喰」 （2004年10月21日、殺害塩化ビニール、MURDER CD-102）

1. 「人外鏡の部屋」THE CRAZY SKB
2. 「こころむし」ムナマキ
3. 「紫蘭歌」囃眤壱
4. 「那由多の洞窟」奇械田→＠無恥鞭アナゴ
5. 「劣等感隊」フクスケ＠メトロノーム
6. 「青の叫び」戸田宏武＠新宿ゲバルト
7. 「烏有の闇」うゆに＠ピノキヲ
8. 「呪恋の牡丹」Cosmo02＠ニウロン
9. 「女帝誕生」小林写楽＠FLOPPY
10. 「涅槃菩薩」ザ･無職ズ
11. 「切り刻む」繪縞テルシゲ
12. 「赫の叫び」野菜泥棒

### その他
- 「V.A/烏合の衆」 （殺害塩化ビニールオムニバス、2002年06月16日、殺害塩化ビニール、MURDER CD-90905）

13. マイ・ハウス
- 「V.A/大熊小鹿馬場鶴田キラー完。」 （殺害カバーオムニバス第5弾-完結編-、2003年12月24日、殺害塩化ビニール、MURDER CD-101）

11. ローハイド
12. ミミズ-GUNSN'ROSES ver-
- 「V.A/発禁流出3」 （殺害♀スクリームコンピ、2008年05月21日、殺害塩化ビニール、MURDER CD-111）

7. ケモノウタ
8. 隣人
9. 修羅の花
- 「ジャパンナイトサウンドサンプラー2003」 （サウス・バイ・サウスウエスト国外関係者用の非売品、Japan Nite Committee、JPN007）

16. JINGAIKYO NO HEYA

### 映像
- 「ヲ怪毒ビデヲ」

毒殺テロリストとの共同制作。VHS版で発売された。

### 書籍
- 「駄菓子歌詞集」

2ndアルバム「人外境の部屋」は歌詞が封入されていない仕様であったため、急遽発売後に発行された。